# Liste merowingerzeitlicher Gräberfelder

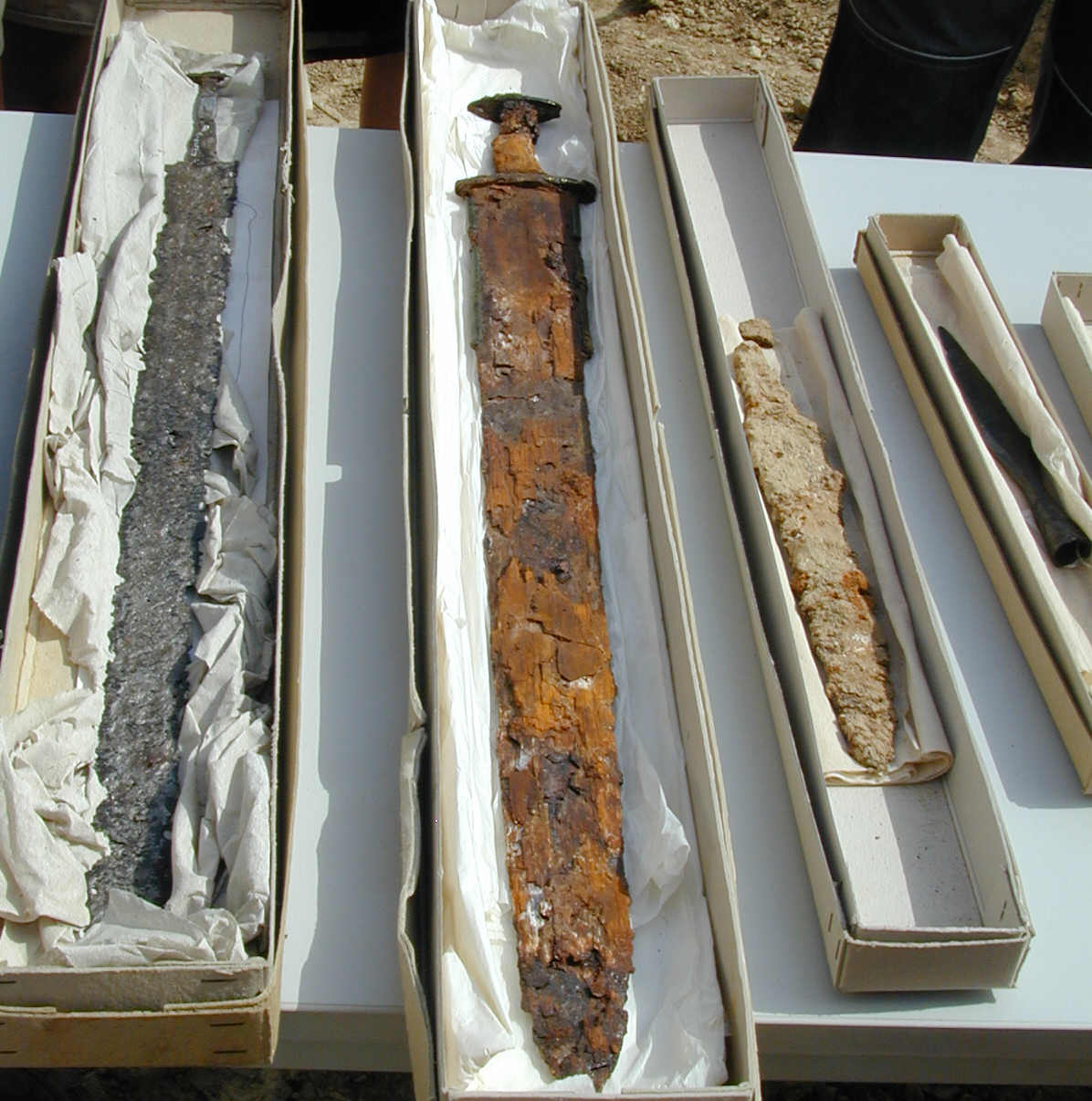
Waffen aus einem Reihengräberfeld (6. bis 7. Jahrhundert, Regierungsbezirk Freiburg)

Merowingerzeitliche Gräberfelder umfassen Gräberfelder der Merowingerzeit, also der Zeit zwischen dem 5. und dem 8. Jahrhundert. Vor allem in der germanischen Grenzregion des römischen Reiches zeichnen sich die Reihengräberfelder dieser Epoche durch zahlreiche Grabbeigaben aus. Umfangreiche Gräberfelder mit reichen Grabbeigaben stellen wichtige archäologische Quellen dar und finden sich etwa in den südlichen und westlichen Teilen Deutschlands sowie anderen Ländern im Rheingebiet.

## Deutschland

### Baden-Württemberg
- Gräberfeld von Aldingen[1]
- Gräberfeld von Bargen[2]
- Gräberfeld von Berghausen[2]
- Gräberfeld von Binningen[3]
- Gräberfeld von Bischoffingen[4]
- Gräberfeld von Böckingen[5]
- Gräberfeld von Bodman[6]
- Gräberfeld von Bopfingen[7]
- Gräberfeld von Buggingen[8]
- Gräberfeld von Bräunlingen[9][10]
- Gräberfeld von Donaueschingen[11][12]
- Gräberfeld von Donzdorf[13]
- Gräberfeld von Eberfingen[14]
- Gräberfeld von Eichstetten[15]
- Gräberfeld von Endingen[16]
- Gräberfeld von Fridingen[17][18]
- Gräberfeld von Gammertingen[19]
- Gräberfeld von Giengen[20]
- Gräberfelder von Göppingen[21]
- Gräberfeld von Grißheim[22]
- Gräberfeld von Großkuchen[23]
- Gräberfeld von Güttingen[24]
- Gräberfeld von Hailfingen[25]

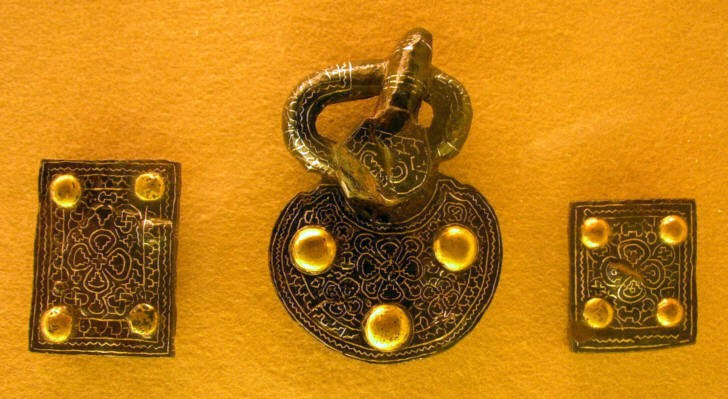
Gürtelbeschläge aus dem alamannischen Gräberfeld von Weingarten

- Gräberfeld von Heilbronn-Rosenberg[26]
- Gräberfeld von Hemmingen[27]
- Gräberfeld von Herbolzheim[28]
- Gräberfeld von Herrenberg[29]
- Gräberfeld von Herten[30]
- Gräberfeld von Hessigheim[31]
- Gräberfeld von Hockenheim[32]
- Gräberfeld von Holzgerlingen[33]
- Gräberfeld von Horb-Altheim[34]
- Gräberfelder von Hüfingen[35]
- Gräberfeld von Iffezheim[36]
- Gräberfeld von Kirchheim-Heuau[37]
- Gräberfeld bei Kirchheim am Ries (Ostalbkreis)[38]
- Gräberfeld bei Kirchheim unter Teck (Landkreis Esslingen)[39]
- Gräberfeld von Klepsau[40]
- Gräberfeld von Kösingen[41]
- Gräberfeld von Küssaberg-Rheinheim (Landkreis Waldshut)
- Gräberfeld von Lauchheim[42]
- Gräberfeld von Mengen (Landkreis Breisgau-Hochschwarzwald)[43]
- Gräberfeld von Merdingen[44]
- Gräberfeld von Neresheim[41]
- Gräberfeld von Niederstotzingen (Landkreis Heidenheim)[45][46]
- Gräberfeld von Oberflacht[47][48]
- Gräberfeld von Oberkochen[49]
- Gräberfeld von Oberndorf-Beffendorf[50]
- Gräberfeld von Pleidelsheim[51]
- Gräberfeld von Sasbach[52][53]
- Gräberfeld von Schelklingen[54][55]
- Gräberfeld von Schmiden[56][57]
- Gräberfeld von Schwenningen[58]
- Gräberfelder Auf dem Feger, Goldberg und Hirnach von Sindelfingen[59]
- Gräberfeld von Sirnau[60]
- Gräberfeld von Sontheim an der Brenz[61]
- Gräberfeld von Stammheim
- Gräberfeld von Stetten (Mühlheim an der Donau)[62]
- Gräberfeld von Stühlingen[63]
- Gräberfeld von Stuttgart-Feuerbach
- Gräberfeld von Tauberbischofsheim-Dittigheim[64]
- Gräberfeld von Weingarten[65]
- Gräberfeld von Weinheim[66]
- Gräberfeld von Ulm[67][68][69]

### Bayern
- Gräberfeld von Altenerding
- Gräberfeld von Aschheim[70]
- Gräberfeld von Aubing
- Gräberfeld von Bad Reichenhall
- Gräberfeld von Barbing-Irlmauth
- Gräberfeld von Bittenbrunn
- Gräberfeld von Dirlewang[71]
- Gräberfeld von Dittenheim
- Gräberfeld von Epfach
- Gräberfeld von Erpfting
- Gräberfeld von Feldmoching[72]
- Gräberfeld von Giesing
- Gräberfeld von Gnotzheim
- Gräberfeld von Göggingen[73]

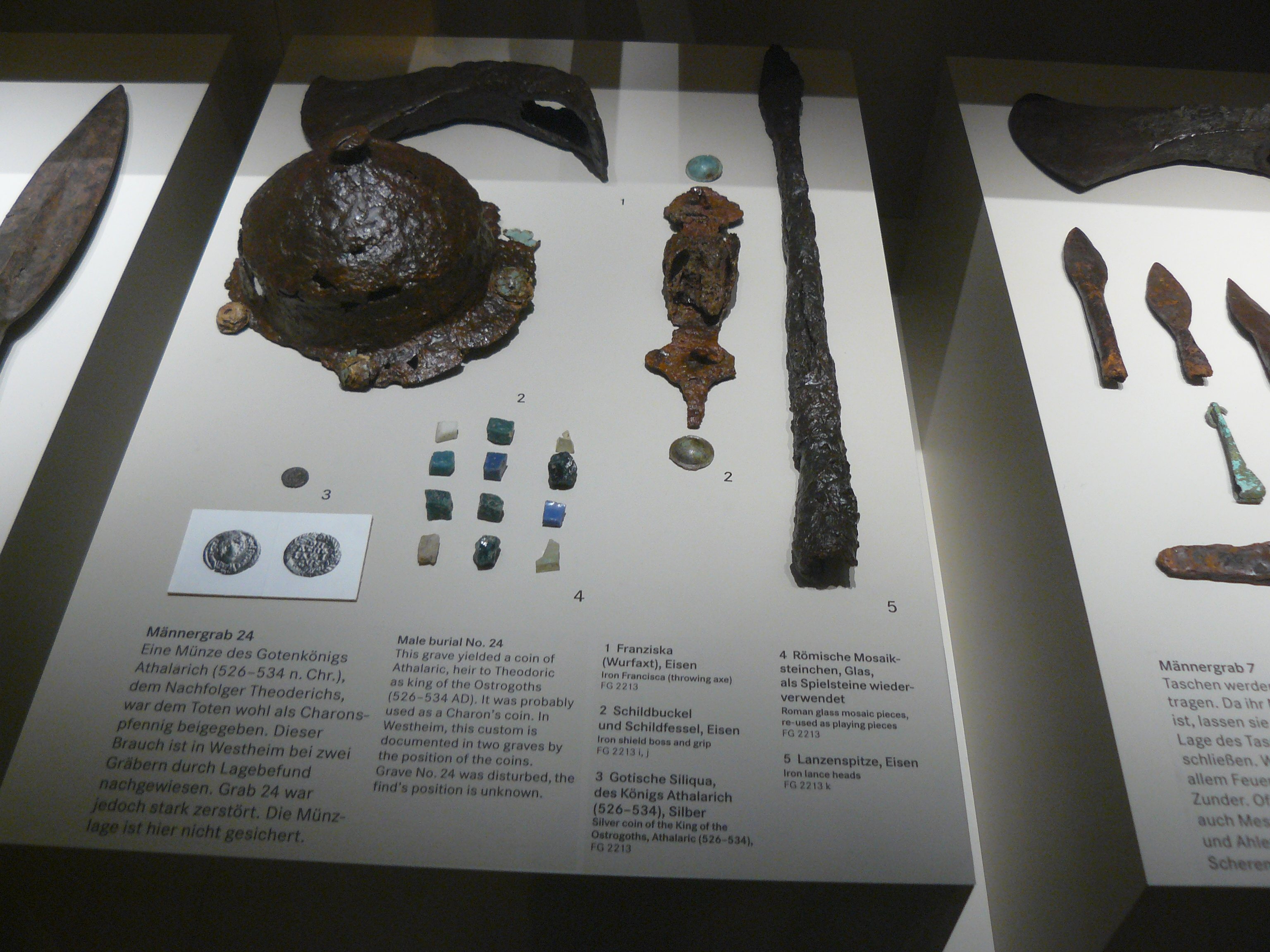
Fränkisches Kriegergrab aus dem frühmittelalterlichen Gräberfeld von Westheim

- Gräberfeld von Grafing bei München
- Gräberfeld von Hellmitzheim
- Gräberfeld von Hettstadt
- Gräberfeld von Kelheim-Gmünd
- Gräberfeld von Kipfenberg
- Gräberfeld von Kleinlangheim → Merowingerzeitliches Reihengräberfeld mit Körper- und Brandgräbern (Kleinlangheim)
- Gräberfeld von Künzing
- Gräberfeld von Marktoberdorf[74]
- Gräberfeld von Mindelheim
- Gräberfeld von Müdesheim
- Gräberfeld von Mühltal
- Gräberfeld von Munningen
- Gräberfeld von Neubrunn
- Gräberfeld von Neuburg an der Donau[75]
- Gräberfeld von Niedernberg
- Gräberfeld von Öxing[76]
- Gräberfeld von Pliening[77]
- Gräberfeld von Pulling
- Gräberfeld von Schretzheim
- Gräberfeld von Schwangau[78]
- Gräberfeld von Sendling
- Gräberfeld von Staubing
- Gräberfeld von Steinhöring
- Gräberfeld von Straubing-Bajuwarenstraße
- Gräberfeld von Sulzheim
- Gräberfeld von Thalmässing
- Gräberfeld von Unterhaching
- Gräberfeld von Unterthürheim[79]
- Gräberfeld von Weiding[80]
- Gräberfelder von Weilbach I und II
- Gräberfeld von Weißenburg in Bayern[81]
- Gräberfeld von Wenigumstadt[82]
- Gräberfeld von Westheim[83]
- Gräberfeld von Zeuzleben[84]
- Gräberfeld von Zusamaltheim[85]

### Hessen
- Gräberfeld von Berstadt[86]
- Gräberfeld von Eltville
- Gräberfeld von Eschborn
- Gräberfeld von Geisenheim[87]
- Gräberfeld von Gießen-Trieb
- Gräberfeld von Gonzenheim
- Gräberfeld von Griesheim
- Gräberfeld von Groß-Rohrheim
- Gräberfeld von Hochheim am Main
- Gräberfeld von Oberwalluf

### Niedersachsen und Bremen
- Gräberfeld von Beuchte
- Gräberfeld von Dörverden
- Gräberfeld von Liebenau
- Mahndorfer Gräberfeld

### Nordrhein-Westfalen
- Gräberfeld von Beckum
- Gräberfeld von Bonn-Oberkassel[88]
- Gräberfeld von Bonn-Ramersdorf
- Gräberfeld von Dortmund-Asseln[89]
- Gräberfeld von Eick (Kreis Wesel)
- Gräberfeld von Erle
- Gräberfeld von Gellep
- Gräberfeld von Iversheim
- Gräberfeld von Jülich
- Gräberfeld von Junkersdorf
- Gräberfeld von Müngersdorf
- Gräberfeld von Oberkassel
- Gräberfeld von Ossendorf

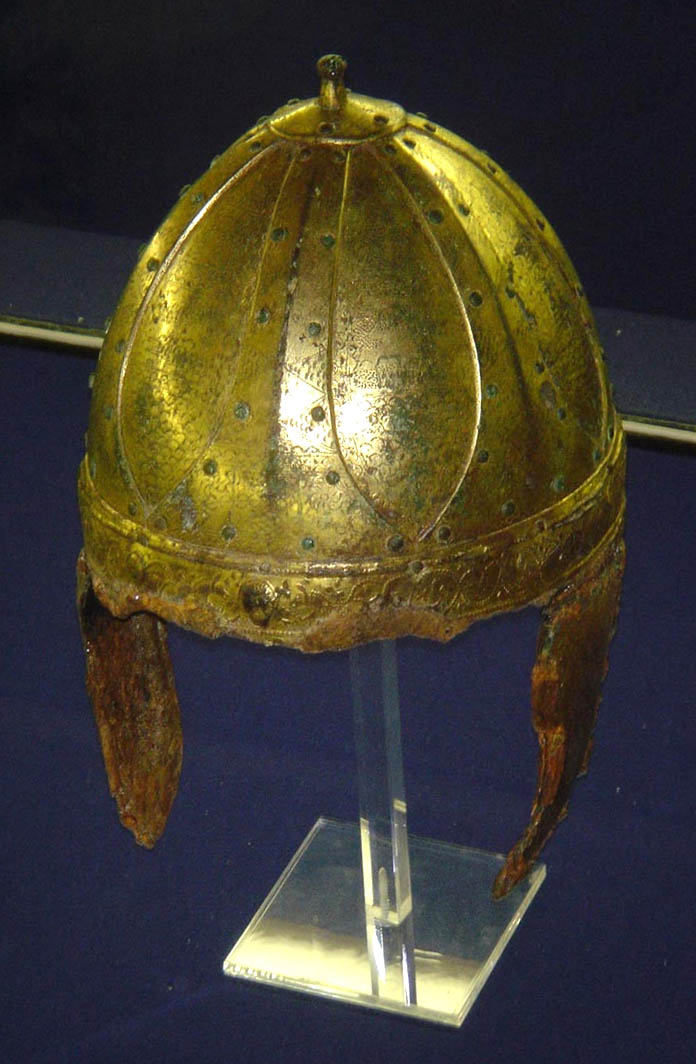
Spangenhelm aus Krefeld-Gellep

- Gräberfeld von Paderborn-Benhauser Straße
- Gräberfeld von Rill
- Gräberfeld von Rödingen
- Gräberfeld von Soest
- Gräberfeld von Sterkrade
- Gräberfeld von Stockum
- Gräberfeld von Troisdorf
- Gräberfeld von Wünnenberg
- Gräberfeld von Xanten

### Rheinland-Pfalz
- Gräberfeld von Andernach
- Gräberfeld von Obrigheim (Pfalz)
- Gräberfeld von Ehrang
- Gräberfeld von Eisenach
- Gräberfeld von Eppstein
- Gräberfeld von Frankenthal (Pfalz)
- Gräberfeld von Hahnheim
- Gräberfeld von Hohenfels
- Gräberfeld von Köngernheim
- Gräberfeld von Landau in der Pfalz
- Gräberfeld von Mainz-St. Alban
- Gräberfeld von Miesenheim
- Gräberfeld von Newel
- Gräberfeld von Olk
- Gräberfeld von Polch
- Gräberfeld von Pommerhof (Landkreis Mayen-Koblenz)
- Gräberfeld von Rittersdorf
- Gräberfeld von Rübenach
- Gräberfeld von Saffig
- Gräberfeld von Schauernheim
- Gräberfeld von Selzen
- Gräberfeld von Speyer
- Gräberfeld von Sprendlingen
- Gräberfeld von Weingarten (Pfalz)

### Saarland
- Gräberfeld von Altheim

### Sachsen-Anhalt
- Gräberfeld von Deersheim
- Gräberfeld von Großörner
- Gräberfeld von Kleinjena[90]
- Gräberfeld von Kriechau
- Gräberfeld von Obermöllern
- Gräberfeld von Rathewitz
- Gräberfeld von Schönebeck
- Gräberfeld von Stößen
- Gräberfeld von Weißenfels

### Thüringen
- Gräberfeld von Kölleda
- Gräberfeld von Alach
- Gräberfeld von Ammern
- Gräberfeld von Bilzingsleben
- Gräberfeld von Dachwig
- Gräberfeld von Erfurt-Mittelhausen
- Gräberfeld von Weimar-Nordfriedhof
- Gräberfeld von Sömmerda
- Gräberfeld von Boilstädt
- Gräberfeld von Gispersleben

## Österreich
- Gräberfeld von Fischlham-Hafeld[91]
- Gräberfeld von Mödling[92]
- Gräberfeld am Frauenfeld in Schwechat
- Gräberfeld auf der Oberen Holzwiese in Thunau am Kamp[93]

## Schweiz
- Gräberfeld von Basel-Bernerring[94]
- Gräberfeld von Basel-Gotterbarmweg[95]
- Gräberfeld von Basel-Kleinhüningen[96]
- Gräberfeld von Beggingen-Löbern[97]
- Gräberfeld von Bolligen
- Gräberfeld von Bülach[98]
- Gräberfeld von Bümpliz
- Gräberfeld von Elgg[99]
- Gräberfeld von Reinach
- Gräberfeld von Schleitheim-Hebsack[100]
- Gräberfeld von Villigen[101]

## Niederlande
- Gräberfeld von Alphen-Chaam
- Gräberfeld von Lent
- Gräberfeld von Meerveldhoven
- Gräberfeld von Obbicht
- Gräberfeld von Ockenburg
- Gräberfeld von Rhenen auf dem Donderberg[102][103]
- Gräberfeld von Rothem
- Gräberfeld von Wageningen

## Belgien
- Gräberfeld von Beerlegem
- Gräberfeld von Braives
- Gräberfeld von Engelmanshoven
- Gräberfeld von Éprave
- Gräberfeld von Grobbendonk
- Gräberfeld von Haillot
- Gräberfeld von Hamoir
- Gräberfeld von Merlemont (Provinz Namur)
- Gräberfeld von Rosmeer
- Gräberfeld von Samson
- Gräberfeld von Tournai-St. Brictius

## Frankreich
- Gräberfeld von Audun-le-Tiche
- Gräberfeld von Barbaise
- Gräberfeld von Champigneul-sur-Vence
- Gräberfeld von Chaouilley
- Gräberfeld von Dieue-sur-Meuse
- Gräberfeld von Ennery
- Gräberfeld von Geispolsheim
- Gräberfeld von Lavoye
- Gräberfeld von Lezéville
- Gräberfeld von Lumes
- Gräberfeld von Manre
- Gräberfeld von Mazerny
- Gräberfeld von Mézières
- Gräberfeld von Molsheim
- Gräberfeld von Neuville-lès-This
- Gräberfeld von Royaumeix
- Gräberfeld von Villey-Saint-Étienne
- Gräberfeld von Vireux-Molhain
- Gräberfeld von Waldwisse
- Gräberfeld von Westhoffen